# Гейссен, Каролина
Каролина ("Карри") Корнелия Катарина Гейссен (нидерл. Carolina ("Carry") Cornelia Catharina Geijssen; род. 11 января 1947 года, Амстердам, Нидерланды) — нидерландская конькобежка, чемпионка и серебряный призёр зимних Олимпийских игр 1968 года, бронзовый призёр чемпионата мира, чемпионка и 3-кратная серебряный призёр чемпионата Нидерландов. Выступала за клуб "Hardrijders Club" (Амстердам).

## Биография
Каролина Гейссен с раннего детства играла в гандбол, но в возрасте 14 лет вместе с отцом Хюго и матерью Беп поехала в Норвегию и в
Хамаре отец впервые показал ей, где тренируются конькобежцы. В 1961 году в Амстердаме открыли стадион на натуральном льду "Jaap Edenbaan", а зимой 1962/63 года она вместе с сестрой Беппи уже катались на коньках и выигрывали разные призы. Через полгода сёстры попали в основной состав в клубе "Hardrijders Club". Летом Карри с сестрой тренировалась на велосипеде, а родители ехали на фургоне позади. Также отец сопровождал, когда они занимались фитнесом в парке Амстердама.
Уже в 1964 году Карри дебютировала в составе сборной на чемпионате мира в классическом многоборье и заняла 23-е место. В 1965 году она заняла второе место на чемпионате Нидерландов в классическом многоборье, уступив только Стин Кайсер. На чемпионате мира в классическом многоборье поднялась на 7-е место, а в марте на юниорском чемпионате Нидерландов стала чемпионкой в многоборье. В 1966 году Карри стала чемпионкой Нидерландов и заняла 9-е место на чемпионате мира в классическом многоборье. 
В 1967 и 1968 годах она вновь занимала вторые места после Кайсер на Национальном чемпионате. На чемпионате мира в классическом многоборье 1967 года стала 12-й. В 1968 году Карри впервые завоевала бронзовую медаль на чемпионате мира в классическом многоборье в Хельсинки, уступив только двум соотечественницам Стин Кайсер и Анс Схют. В феврале на зимних Олимпийских играх в Гренобле она стала чемпионкой в забеге на 1000 м и заняла 2-е место на дистанции 1500 м, уступив финке Кайе Мустонен. Она стала первой нидерландской конькобежкой, победившей на Олимпийских играх. 
Её успех вызвал резонанс по всей стране. На чемпионате мира в классическом многоборье того же года Гейссен завоевала бронзовую медаль. Первое и второе места заняли также представительницы Нидерландов Стин Кайсер и Йоханна Схют. Она была активна в спорте ещё несколько лет, однако более не достигла таких успехов. На чемпионате мира в классическом многоборье 1969 года заняла 14-е место, а на чемпионате мира в спринте 1970 года финишировала 11-й. После она отправилась в региональную команду, где и завершила карьеру спортсменки 1971 году из-за серьёзной травмы спины.

## Личная жизнь и семья
Кари Гейссен вышла замуж за велосипедиста Риена Лангкруиса и после спортивной карьеры супруги переехали в Индонезию, где её муж стал тренером по велоспорту. Позже они девять лет жили в Канаде, недалеко от Торонто.. Оба чемпиона рисуют в свободное время. Их дочери встречались с голландскими парнями, и переехали жить в Нидерланды. Карри с мужем также вернулись домой и живут в Лелистаде.